# 景曜门站
景曜门站位于中华人民共和国陕西省西安市莲湖区永宜路西侧，是西安地铁8号线的地铁车站。本站因唐长安城城门景曜门得名。

## 车站结构

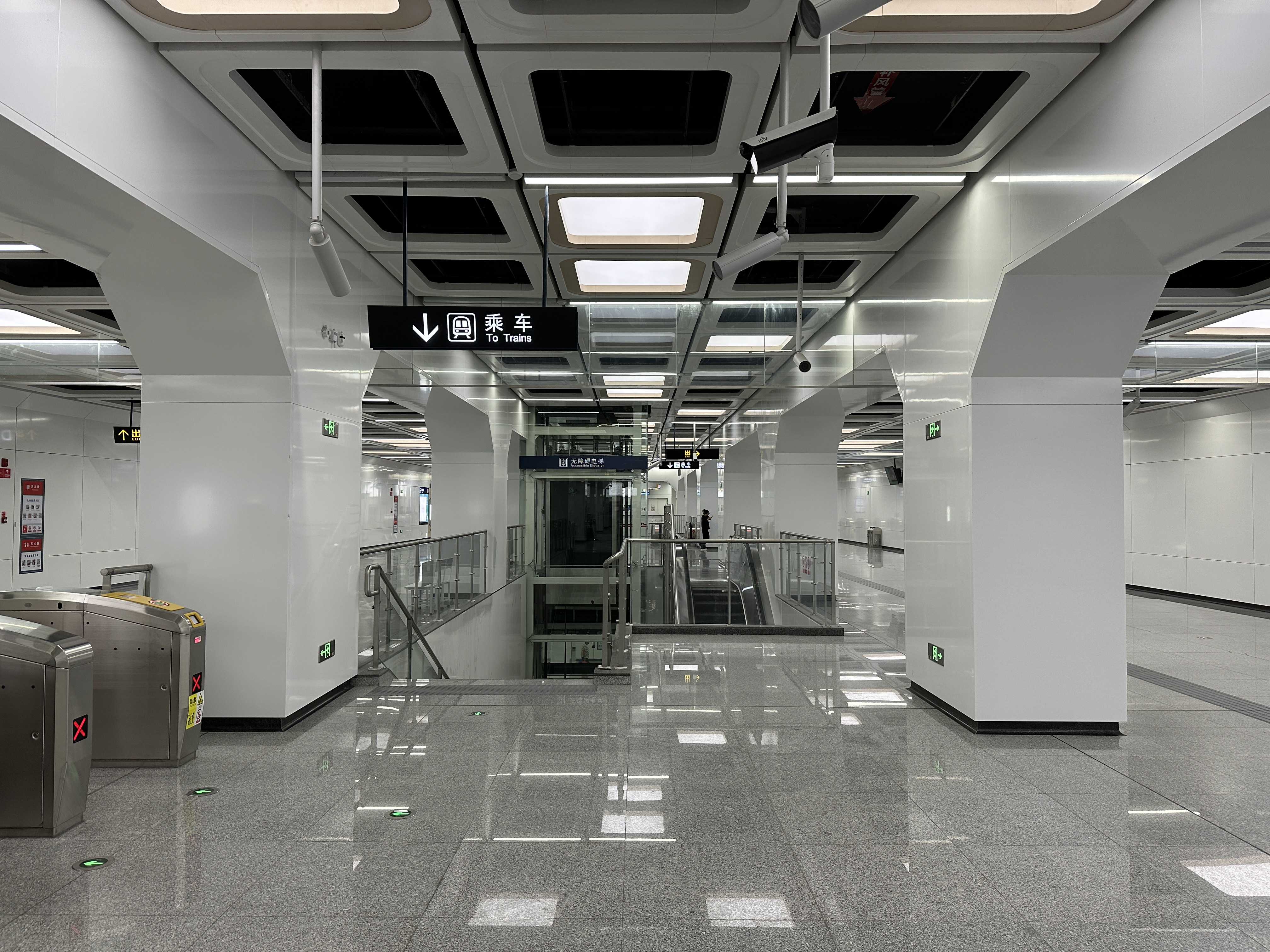
站厅

本站为地下二层岛式站台车站。
| 地面              | 出入口 | A、D、E出入口                                                                                     |
| 地下一层          | 站厅   | 客服中心、自动售票机、长安通自助机                                                                |
| 地下二层          | 站台   | \| \| \| █ 8号线外环（光化门） \| \| 島式 · 開左邊车门 \| \| \| \| \| \| █ 8号线内环（红庙坡） \| |
|                   |        | █ 8号线外环（光化门）                                                                             |
| 島式 · 開左邊车门 |        |                                                                                                   |
|                   |        | █ 8号线内环（红庙坡）                                                                             |

## 公共艺术
本站是8号线29座标准站之一，所处的西段以“秋之金”为装潢主题色。

## 出入口
景曜门站目前开放3个出入口，其中E出入口仅开放无障碍电梯。
|            |          |      |
| 编号       | 指示     | 图片 |
| A          | 劳动北路 |      |
| D          | 永宜路   |      |
| E          |          |      |
| 无障碍电梯 |          |      |

## 历史
本站在建设时称作大白杨站。
- 2024年12月26日：车站随8号线通车启用[3]。